# Movimiento cuasiperiódico
Un movimiento cuasiperiódico es el tipo de evolución temporal que presenta un fenómeno físico que sin ser periódico repite una y otra vez condiciones arbitrariamente cercanas a una posición previa del sistema. Un fenómeno cuasiperiódico "oscila" una y otra vez mostrando cada cierto tiempo un aspecto similar al que tuvo el sistema previamente.
Una combinación de dos movimientos periódicos puros, tal que el cociente de periodos entre ambos no sea un número racional es de hecho un movimiento no periódico pero sí cuasiperiódico.

## Definición formal
Supongamos que el estado físico de un sistema es representable mediante un punto de un espacio métrico {\displaystyle ({\mathcal {S}},d)} o "espacio fásico", supongamos que en un determinado instante el sistema se encuentra en el estado S0, y fijemos una pequeña distancia ε alrededor de este estado, entonces el conjunto de estados que difieren de S0 tan sólo en una pequeña variación ε se denotará mediante:

{\displaystyle B_{\varepsilon }(S_{0})=\{S\in {\mathcal {S}}|\ d(S,S_{0})<\varepsilon \}}

La evolución temporal de dicho sistema es cuasiperiódica si:

{\displaystyle \forall \varepsilon \exists T_{\varepsilon }:d(S_{0},S(T_{\varepsilon }))<\varepsilon }

Es decir, para cualquier ε existe un tiempo T(ε) tal que el sistema estará a una distancia de S0 inferior a ε.
Una propiedad interesante de los movimientos cuasiperiódicos, es que la trayectoria es un conjunto denso en una hipersuperficie topológicamente equivalente a un hipertoro o n-toro:
{\displaystyle \mathbb {T} ^{n}=S^{1}\times S^{1}\times \cdots \times S^{1}}

## Ejemplos
- Un movimiento armónico complejo en general es un movimiento cuasiperiódico.
- Las órbitas de los planetas interiores en el sistema solar en primera aproximación son órbitas cuasiperiódicas, no periódicas debido al desplazamiento del perihelio, predicho por la relatividad general